# Салимов, Расул Азединович
Расул Азединович Селимов (лезг. Селимрин Расул Азединан хва,род. 26 декабря 1981, Джаба, Дагестанская АССР) — азербайджанский дзюдоист, призёр чемпионатов мира и Европы.

## Биография
Расул Селимов родился 26 декабря 1981 года в селе Джаба Ахтынского района ДАССР. 

## Спортивная карьера
Расул начал заниматься дзюдо в 1987 году, в 6-летнем возрасте. Его первым тренером был Адиль Алиев. В обществе «Локомотив» под его руководством он тренировался около шести лет. Выигрывал различные детские соревнования. В 1993 году тренер уехал за пределы Дагестана, и Расул стал тренироваться у Ибадуллы Шахбанова.
В 1998 году Селимов стал бронзовым призером молодежного чемпионата Европы. В том же году в категории до 81 кг он выиграл Всемирные юношеские игры в Москве, став единственным чемпионом из Азербайджана. Тогда же победил на взрослом чемпионате страны и попал в национальную команду. В 1999 году завоевал бронзу взрослого чемпионата Европы в Словакии и – самое главное – стал обладателем лицензии на Олимпиаду в Сидней.
В 2000 году Расул вновь взял бронзу взрослого Евро, а на Олимпиаде занял 5-е место. Провел в Сиднее шесть поединков, четыре из которых выиграл. В схватке за бронзу уступил французу.
Его карьера шла по восходящей. В 2001 году он стал серебряным призером чемпионата Европы и бронзовым призером чемпионата мира в Германии. Но в том же году получил травму.

## Награды
- Чемпионат мира: бронза (2001)
- Чемпионаты Европы: серебро (2001), бронза (1999, 2000)